# Bruksholmen
Bruksholmen är en udde i Finland. Den ligger i Borgå i landskapet Nyland, i den södra delen av landet, 50 km öster om huvudstaden Helsingfors.
Terrängen inåt land är platt. Havet är nära Bruksholmen åt sydost.  Närmaste större samhälle är Borgå, 14,1 km nordväst om Bruksholmen. 